# 95

## Eventos
Segundo historiadores, São João termina a escrita do livro de apocalipse, posteriormente adicionado ao segundo testamento da Bíblia.